# Vellefrie
Vellefrie ist eine Gemeinde im französischen Département Haute-Saône in der Region Bourgogne-Franche-Comté.

## Geographie
Vellefrie liegt auf einer Höhe von 241 m über dem Meeresspiegel, fünf Kilometer westlich von Saulx und etwa zehn Kilometer nordnordöstlich der Stadt Vesoul (Luftlinie). Das Dorf erstreckt sich im zentralen Teil des Departements, im Westen des Beckens von Saulx, in der Talmulde des Ruisseau des Grands Prés, am Südfuß des Haut de Chenevières.
Die Fläche des 5,91 km² großen Gemeindegebiets umfasst einen Abschnitt im Bereich des Beckens von Saulx. Der zentrale Teil des Gebietes wird von der Talmulde des Ruisseau des Grands Prés eingenommen, der für die Entwässerung nach Südosten zum Durgeon sorgt. Die Mulde liegt durchschnittlich auf 235 m und weist eine Breite von maximal einem Kilometer auf. Die Niederung ist in ein Plateau (auf 260 m) eingetieft, das nach Westen zum Tal des Bâtard überleitet. Landwirtschaftliche Nutzung herrscht hier vor. Im Norden wird die Talmulde vom Haut de Chenevières (295 m), im Osten vom Moulmont (274 m) flankiert. Nach Südwesten erstreckt sich das Gemeindeareal bis auf die Waldkuppe des Bois de Chevaney. Mit 324 m wird hier die höchste Erhebung von Vellefrie erreicht. In geologisch-tektonischer Hinsicht besteht das Gelände aus einer Wechsellagerung von sandig-mergeligen und kalkigen Sedimenten, die während der Lias (Unterjura) abgelagert wurden. An einigen Orten tritt auch Buntsandstein und Muschelkalk aus der Trias zutage.
Nachbargemeinden von Vellefrie sind Varogne und Vilory im Norden, La Villeneuve-Bellenoye-et-la-Maize im Osten, Colombier im Süden sowie Flagy im Westen.

## Geschichte
Im Mittelalter gehörte Vellefrie zur Freigrafschaft Burgund und darin zum Gebiet des Bailliage d’Amont. Die lokale Herrschaft hatten die Herren von Villeneuve inne. Zusammen mit der Franche-Comté gelangte das Dorf mit dem Frieden von Nimwegen 1678 definitiv an Frankreich. 1679 wurde Vellefrie an die Herrschaft Flagy angeschlossen. Im Jahr 1786 erhielten die Bewohner Freiheitsrechte zugesprochen. Heute ist Vellefrie Mitglied des sechs Ortschaften umfassenden Gemeindeverbandes Terres de Saône.

## Sehenswürdigkeiten
Die Kirche Notre-Dame de l'Assomption wurde 1735 neu erbaut. Zur wertvollen Ausstattung gehören eine Statue der heiligen Barbara (15./16. Jahrhundert), eine Marienstatue (16. Jahrhundert), die bemalte Kanzel sowie reich skulptierte Altäre mit Gemälden und Statuen aus dem 18. Jahrhundert.

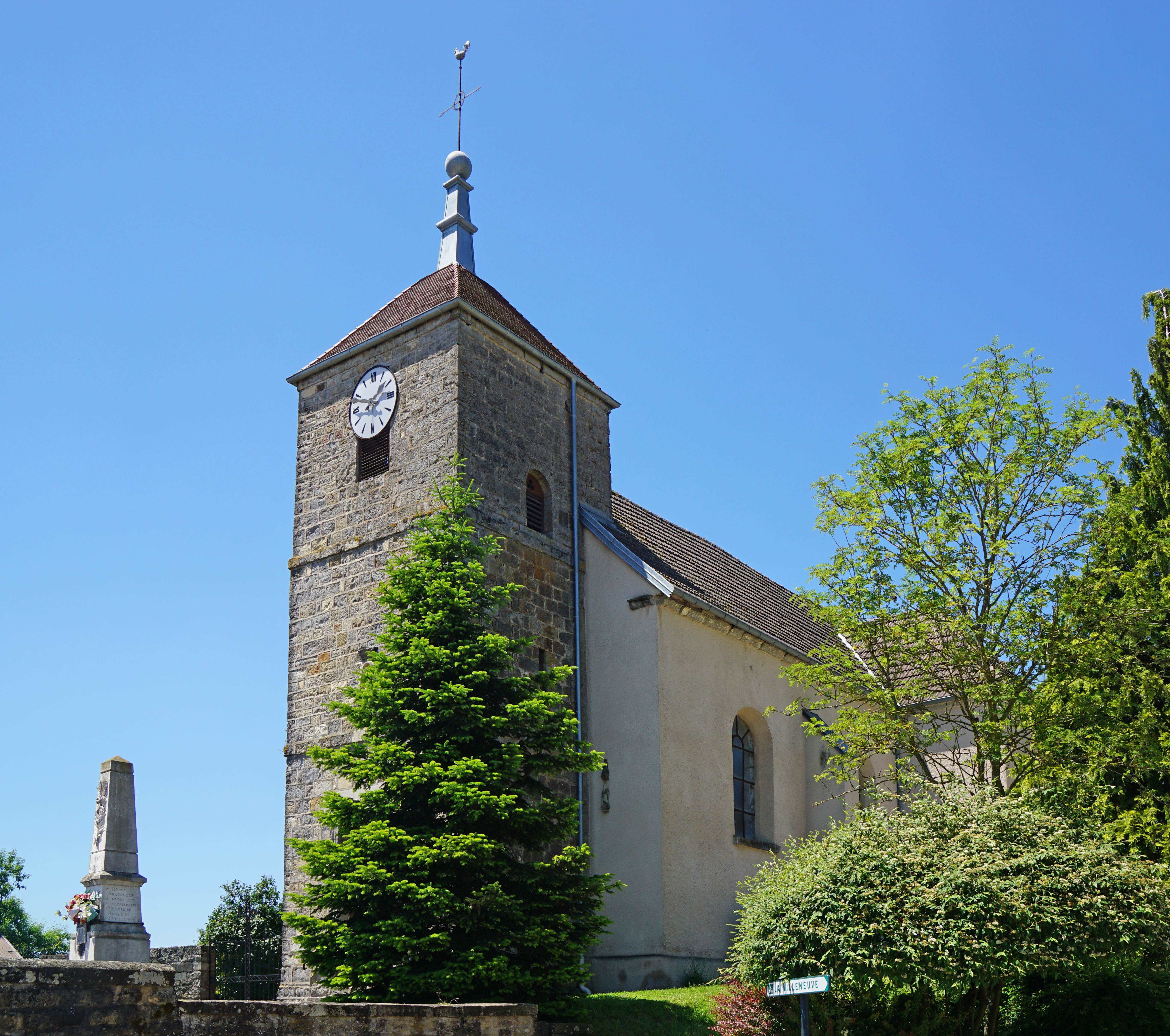
Kirche Notre-Dame de l'Assomption
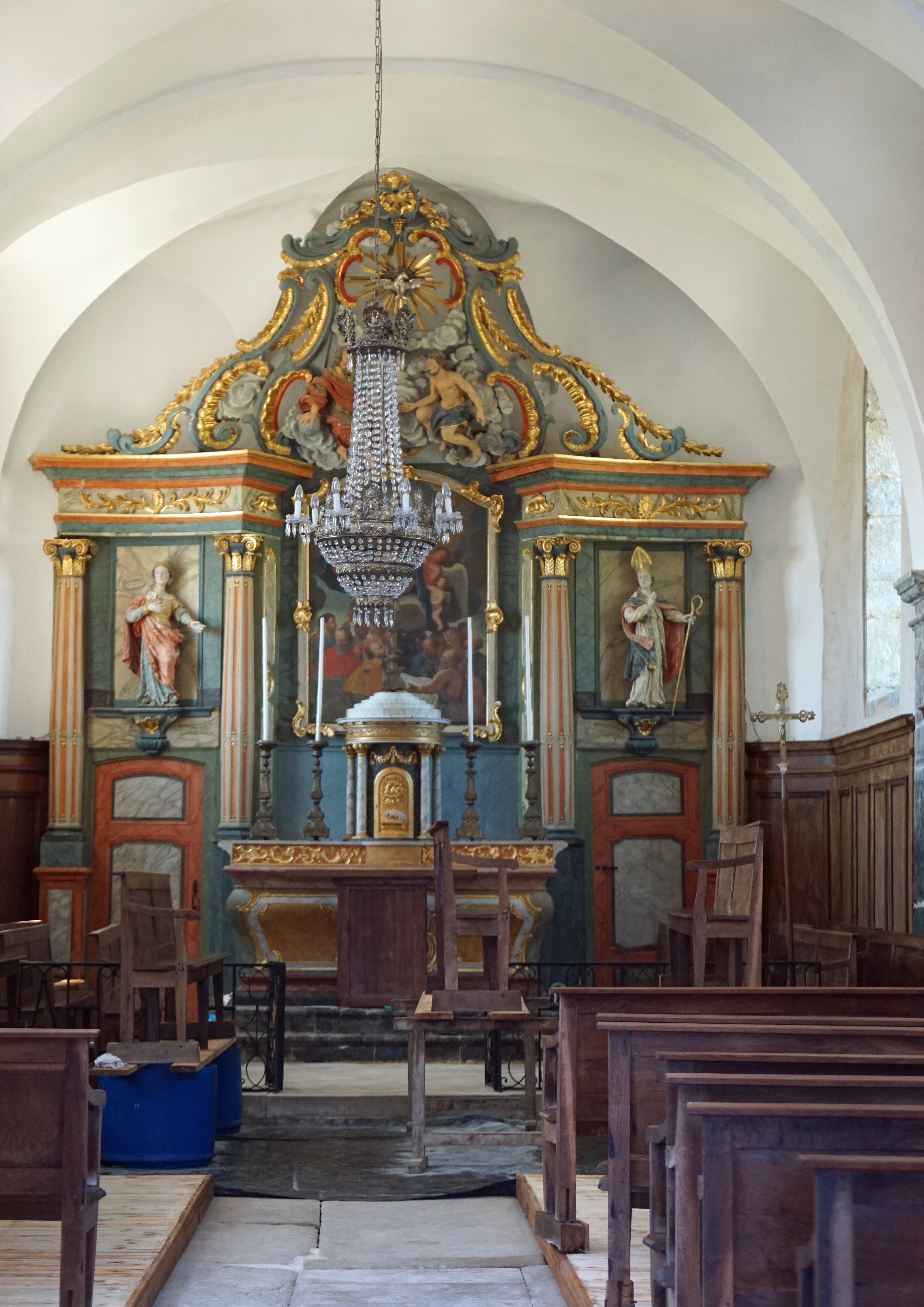
Altar der Kirche
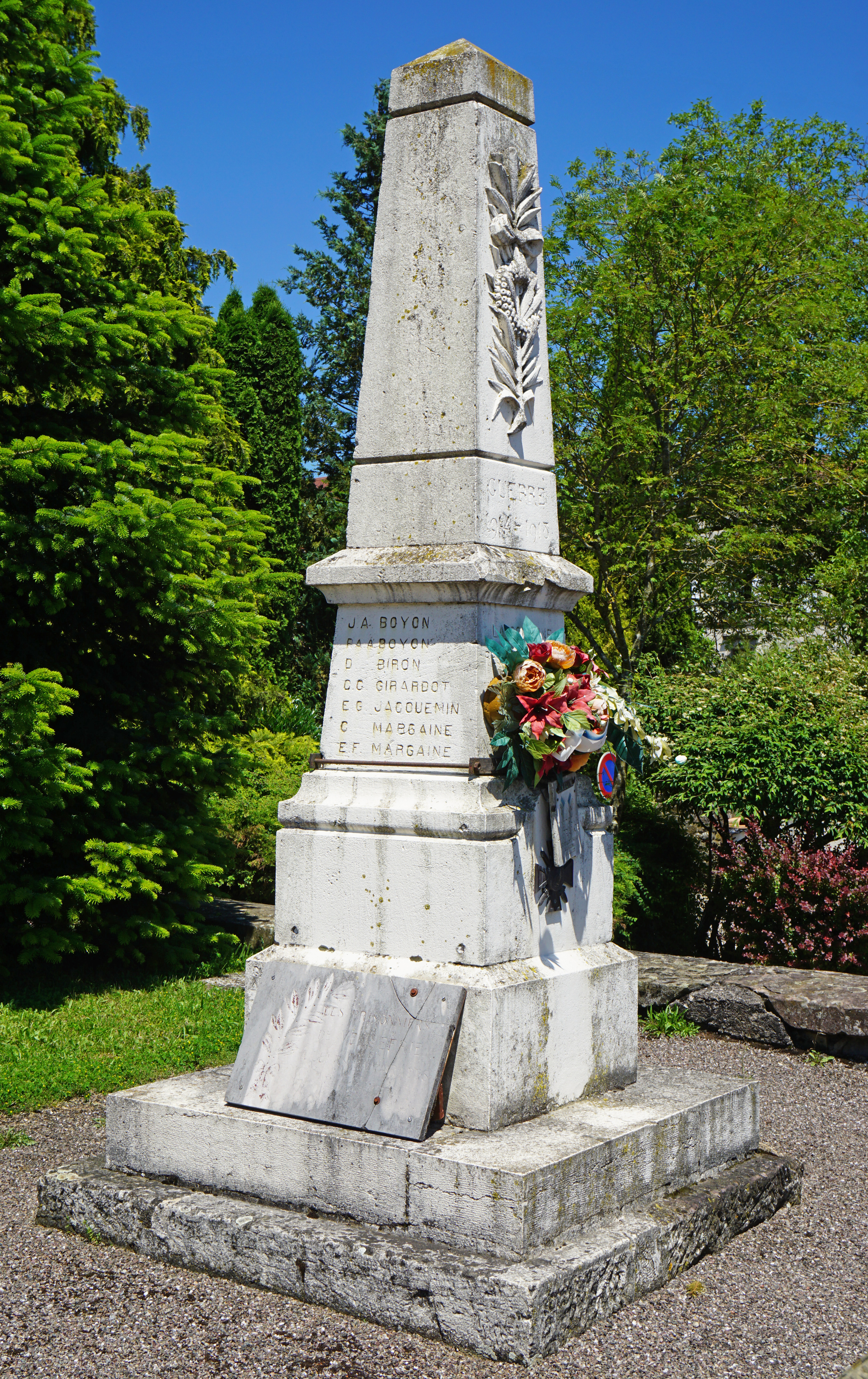
Kriegerdenkmal
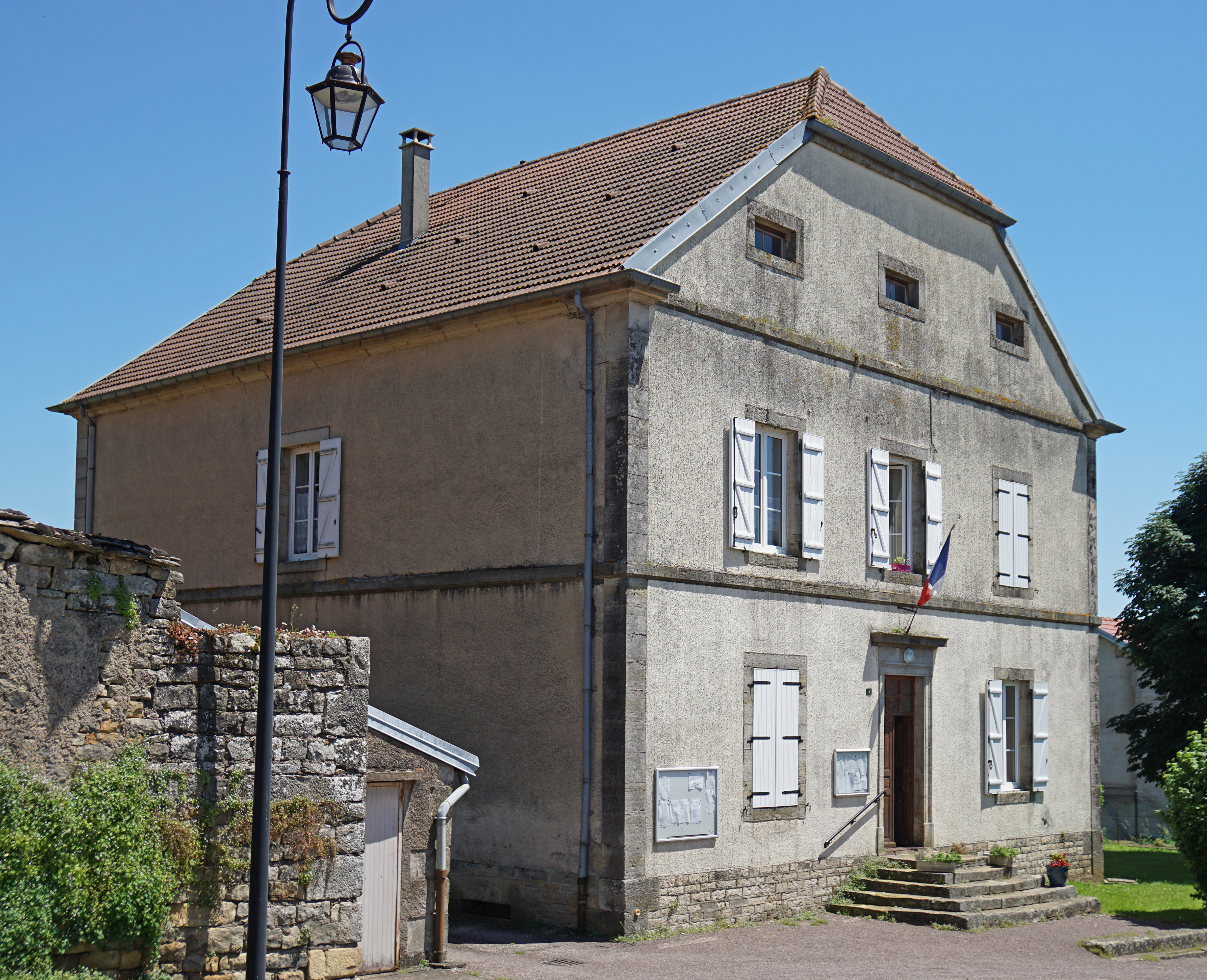
Mairie Vellefrie

## Bevölkerung
| Jahr                       | 1962 | 1968 | 1975 | 1982 | 1990 | 1999 | 2006 |
| Einwohner                  | 85   | 86   | 71   | 88   | 95   | 100  | 115  |
| Quellen: Cassini und INSEE |      |      |      |      |      |      |      |

Mit 123 Einwohnern (1. Januar 2022) gehört Vellefrie zu den kleinen Gemeinden des Département Haute-Saône. Nachdem die Einwohnerzahl in der ersten Hälfte des 20. Jahrhunderts deutlich abgenommen hatte (1881 wurden noch 272 Personen gezählt), wurde seit Mitte der 1970er Jahre wieder ein Bevölkerungswachstum verzeichnet.

## Wirtschaft und Infrastruktur
Vellefrie ist noch heute ein vorwiegend durch die Landwirtschaft (Ackerbau, Obstbau und Viehzucht) geprägtes Dorf. Außerhalb des primären Sektors gibt es nur wenige Arbeitsplätze im Ort. Einige Erwerbstätige sind deshalb Wegpendler, die in den größeren Ortschaften der Umgebung und in der Agglomeration Vesoul ihrer Arbeit nachgehen.
Der Ort liegt abseits der größeren Durchgangsachsen an einer Departementsstraße, die von Flagy nach Saulx führt. Weitere Straßenverbindungen bestehen mit Varogne und Bellenoye.